# پینا ۶۵۲۱
سیارک ۶۵۲۱ (به انگلیسی: 6521 Pina، نامگذاری:1991LC1) شش هزار و پانصد و بیست و یکمین سیارک کشف شده‌است که در ۱۵ ژوئن ۱۹۹۱ کشف شد.
قدر مطلق سیارک برابر ۱۳٫۷۰ است.